# Estela Blaisten-Barojas
Estela Olga Blaisten-Barojas es una física química argentina cuya investigación involucra el modelado y simulación computacional de clústeres elementales y moleculares. Ha trabajado en México y Estados Unidos, donde es profesora de física computacional y química en la Universidad George Mason.

## Biografía
Estudió física en la Universidad Nacional de Tucumán en Argentina y se graduó en 1964. Luego fue a Francia para realizar estudios de posgrado en física molecular teórica en la Universidad Pierre y Marie Curie, recibiendo un doctorado de troisième cycle (equivalente a un título de maestría) en 1970 y completando su doctorado en 1974.
Posteriormente se incorporó a la Universidad Nacional Autónoma de México como profesora adjunta de física en 1975. Fue ascendida allí a profesora asociada en 1978 y a profesora titular en 1981. En 1992 pasó a ocupar su puesto actual como profesora en el departamento de ciencias computacionales y de datos y en el departamento de química y bioquímica de la Universidad George Mason en Estados Unidos. Desde 2006 dirige el Centro de Simulación y Modelado de George Mason. De 2009 a 2010 se tomó una licencia para trabajar como directora del programa de química en la Fundación Nacional de Ciencias.

### Reconocimiento
Es miembro de la Academia Mexicana de Ciencias (Sección de Física) desde 1980. Fue elegida miembro de la Sociedad Estadounidense de Física en 2006, tras una nominación de la división de física computacional de la APS, "por su trabajo pionero en la simulación computacional de cúmulos atómicos y moleculares, incluidos avances significativos en la comprensión de la estructura y otras propiedades importantes de los sistemas a nanoescala".